# .300 Remington Ultra Magnum

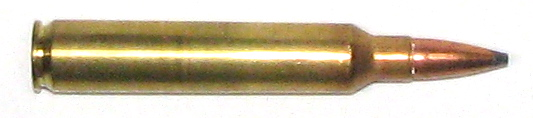
Um cartucho .300 Remington Ultra Magnum.

O .300 Remington Ultra Magnum (também conhecido como .300 Ultra Mag, 7,62×72mm ou .300 RUM) é um cartucho de fogo central para rifle no calibre 7,62 mm (0,308 pol.) introduzido pela Remington Arms em 1999. O .300 Remington Ultra Magnum é um dos as maiores cartuchos magnum calibre .30 disponíveis comercialmente atualmente em produção. É um cartucho de aro rebatido não cinturado, capaz de lidar com todas as caças silvestres de grande porte norte-americanas, bem como tiro de longo alcance. Entre os cartuchos de rifle calibre .30 produzidos comercialmente, o .300 Remington Ultra Magnum está atrás apenas do .30-378 Weatherby Magnum em capacidade do estojo do cartucho.